# Русини
Русини (карпато-русини) или рутени е общото наименование на няколко съвременни етнически групи, които говорят русински език. Част от русините (в Украйна – по-голяма) наричат себе си украинци.
Русините произхождат от северните Карпати и все още обитават както тези области, така и някои други в Панонската низина. Тяхната родина често е наричана Карпатска Рутения (Задкарпатска Русь), макар че това наименование не съвпада вече напълно с местата, населени с русини.
Основните русински етнически групи в някогашните Галиция и Буковина (днес в Западна Украйна) в Карпатите, се наричат лемки (ед. ч. лемко), бойки и гуцули (на украински: гуцули). Имената на първите групи идват от думите лем или бой, означаващи само (на украински тільки), а произходът на името на последната група не е ясен. Освен тези три групи, са известни още и верховинци и хайнали (гайнали). Група карпатски етнос, причисляван от русините, като русински са долняни (на укр. долняни, на български транспонирано и като долиняци /за да се избегне неволна пейоративност от българското звучене на „долняци“). Самите долиняни (или долиняци) отричат съпричастност с русинския етнос и се смятат за „стари руснаци“, „настоящи руснаци“ и други подобни самоопределения.
За произход на името хуцули/гуцули няма официални академични източници, а само етнографски предания, но не на украински, а на малоруски (=Старобеларуски, Киевски руски и други). Най-често се обявяват за „по-важната“ каста на карпатския народ „ХОТхори->ХУТхори-->ГУТхори“ (мн.ч), чието название е „ХОТсули->ХУТсули-->ГУТсули--->>ГУЦули“. Етимологично го свързват с разбиране за „добродетелните“ или „божествени, богонадарените“ /с таланти, способности/). Самоопределението на гуцулите е сходно с това на долиняците. Те също не се причисляват към русините, а се имат за настоящи „най-стари“ славяни (Но нито се самоопределят като руснаци, нито като украинци, нито като поляци, нито като беларуси, въпреки че имат езикови сходства със съвременните варианти на тези езици).

## История
Някои русински етнически групи, живеещи по границата на територията на Украйна, не се включват изцяло в този процес. Такива групи са хората, населяващи Карпатска Рутения и Полесието, донските казаци и др. Някои от тях продължават да се наричат русини.
Карпато-русинското национално движение е особено силно сред онези русински групи, които най-рано са откъснати географски от украинската етническа територия (например, русинските заселници в Сърбия (Войводина), емигрантите в САЩ и Канада).
По време на владичеството на Австро-Унгария (18 и 19 век са били официално наричани "унгро-русини" и "русини"), някои русини се преселват на територията на северна Босна и Херцеговина, Войводина и Славония (днес в Хърватия). Всички те са наричани русини. До преброяването в бивша Югославия през 1971 г. обаче украинците и русините са записвани като русини, след което те биват преброявани отделно.
Със създаването на Интернет, някои русински емигранти на запад започват да го използват като средство за разгласяване на тяхната загриженост за запазване на етническата и културна идентичност на русините.

## Религия
Русините са етническа група, която никога не е имала своя собствена държава. Поради тази причина, те са подложени на силно влияние в страните, където живеят (Унгария, Словакия, Полша, Украйна, Русия и т.н.).
Относно въпроса за приемане на християнството от русините има редица спорове, но вероятно е станало преди разделянето на християнството на източноправославна и католическа църква през 1054 г. Много русински църкви са посветени на св. св. Кирил и Методий.
Пол Робърт Магочи в книгата си „Нашият народ: карпато-русините и техните потомци в Северна Америка“ (Our People: Carpatho-Rusyns and Their Descendants in North America), публикувана през 1984 представя балансирано историята на русините и дава изчерпателни сведения за тях. По времето, когато е написал книгата си, в Съединените щати е имало приблизително 690 000 карпато-русини, членове на някоя църква (320 000 на католическата, 270 000 на православната и 100 000 в различни други протестантски и други).

### Униати
Много от русините принадлежат към Униатската църква, призната от папата след срещите в Ужгород през 1508 и Брест-Литовск през 1596, но те са запазили литургията на църковнославянски език и повечето от външните белези на източноправославното богослужение. В днешна Хърватия русините униати са организирани в епархия Крижевци

### Източноправославни
Въпреки че изконно са свързани с Руската православна църква, източноправославните русини биват засегнати от комунистическия режим, а това се отразява и на източноправославната русинска диаспора. Множество емигрантски русински общности заявяват, че следват традицията отпреди Октомврийската революция като отхвърлят или омаловажават легитимността на църковната организация, действала под комунистическо управление.

## Език
Русинският език не е признат официално от Украйна, понеже там го считат за диалект на украинския, като на същото мнение са и редица украински учени . Въпреки това, широко разпространено е и мнението, че русинският език е отделен славянски език. Дори някои русински учени смятат, че русинският език съществува от древността: „От праславянския възникнал и староруския – езикът в Киевска Русия. По времето на Киевска Русия, староруският, сред народа наричан „руски“, в западноевропейската наука Ruthenian или русински език, бил, заедно с църковнославянския, официален език, а по-късно, след края на Киевска Русия и прехвърлянето на политическия и културен център далеч на изток, бил официален език и в Московското и другите руски княжества, както и в Полско-литовското княжество, които претендирали за право на наследство на Киевска Русия.”. В Словакия е разпространено мнението, че русинският е диалект на словашкия език, но там русините имат своя организация и могат да ползват езика си . Във Войводина (Сърбия) русинският има статут на малцинствен език заедно с още няколко други езика.

## Известни русини
- Юрий Венелин – български народен будител, езиковед, славист, българист, фолклорист, етнограф, историк.
- Анди Уорхол (по рождение Вархола) – син на русини от Словакия, художник.
- Том Ридж – син на баща чероки и майка русинка, чието семейство произхожда от Словакия, политик.
- Сандра Ди (по рождение Александра Зук) – внучка на русински емигранти, актриса.